# HD 156325
HD 156325，又名CD-3212573，SAO 208657、HR 6422，是一颗恒星，视星等为6.36，位于銀經353.77，銀緯2.93，其B1900.0坐标为赤經17h 11m 49.6s，赤緯-32° 2.93′ 40″。